# نقد بابیه
از مهم‌ترین نقدهایی که به جنبش بابی آورده شده‌است؛ اتهامات بی‌اخلاقی به طاهره قرةالعین، کوتاهی دوره دین بابی، نفی خاتمیت پیامبر اسلام، حذف قشر روحانیت، خشونت، و درگیری بابیان با حکومت وقت می‌باشند.

## طاهره و گردهمایی بدشت
چهار سال بعد از آغاز جنبش بابیه رهبران بابی در بدشت جمع شدند تا در مورد سمت و سوی آینده آئین جدید تصمیم بگیرند. یک هدف از گردهمایی بدشت اعلان جدایی و استقلال کامل آئین باب از اسلام دانسته شده‌است. طاهره قرةالعین، یکی از رهبران جنبش بابی و از حواریون اولیه سید علی محمد باب بود که نقشی محوری در اجتماع بدشت ایفا نمود. وی با سخنرانی خود درحالی‌که بدون روبنده بود، حاضران را شوکه کرد. او همچنین جدائی دین بابی از اسلام و نَسخ احکام و سُنَن قدیم را اعلام نمود.
حضور طاهره بدون روبنده در جمع مردان، موجب اختلاف میان بابیان شد. ادوارد براون گزارش می‌کند که گروهی از بابیان به آنچه می‌دیدند باور نداشتند و گمان می‌کردند که حجاب قرةالعین فقط کمی «لغزیده» است. گروهی از بابیان به تردید افتاده و به رهبری محمدعلی بارفروشی با وی مخالفت کردند. سرانجام طاهره موفق شد در یک مباحثه محمدعلی بارفروشی را متقاعد کند که احکام شریعت اسلام ملغی شده‌است.
طاهره به همین مناسبت شعری نیز سرود و ملغی شدن احکام اسلامی را چنین تشریح کرد:
| ای عاشقان ای عاشقان شد آشکارا وجه حق |  | رفع حجب گردید هان از قدرت رب‌الخلق         |
| آمد زمان راستی کژی شد اندر کاستی     |  | آن شد که آن می‌خواستی از عدل و قانون و نسق |

روحانیون مسلمان به علت کشف حجاب طاهره و اعلان نَسخ و انقضای قوانین اسلامی و جایگزینی آن با قوانین آئین باب به طاهره اتهامات بی‌اخلاقی بستند، باب در پاسخ به این اتهامات از قُرَةُ العین دفاع کرد و لقب جدید او، «طاهره»، را تأیید کرد و بر پاکدامنی او تأکید نمود. طاهره به معنی پاک و پاک‌دامن است و این لقب را بهاءالله در گردهمایی بدشت به او داده بود. باب همچنین در نوشته‌ای کمی بعد از گردهمایی بدشت از مقام طاهره تجلیل نمود و او را به تنهایی با مجموع هفده نفر دیگر از حروف حی برابر شمارد. باب جدای از دفاع از حقوق زنان در آثار خود، در عمل هم با حمایت‌های گسترده از طاهره قرةالعین برای بهبود وضعیت زنان تلاش می‌کرد. فعالیتهای ساختارشکنانه طاهره در کشف حجاب، پیشبرد دعاوی باب، و گسست آئین بابی از اسلام که بعضاً با اعتراض و شکایت بعضی از بابیان همراه بود همیشه مورد تأیید و ستایش باب قرار می‌گرفت.
به‌طور کلی‌تر یکی از اصلی‌ترین تأثیرات اجتماعی جنبش بابی بهبود وضعیت زنان بوده‌است. احکام آئین بابی به‌طور کلی بر برابری جنسیتی تأکید دارد. باب به‌طور خاص در چندین مورد محدودیت‌ها و فشارهای قوانین اسلامی بر روی زنان را بهبود می‌بخشد. به عنوان مثال، او طلاق را با وضع تأخیری دوازده‌ماهه دشوار می‌سازد، محدودیت‌های شدیدِ حاکم بر روابط اجتماعی زنان را کاهش می‌دهد و به مردان دستور می‌دهد که باعث آزار زنان نشوند و با نهایت محبت با زنان رفتار کنند. در بعضی موارد، حتی باب زنان را بر مردان ترجیح می‌دهد. به عنوان مثال، او مجازاتی برای کسی که موجبات اندوه دیگری را فراهم کند تعیین می‌کند؛ این مجازات برای افرادی که سبب حزن زنان شوند دو برابر است. دریکی از آثار اوّلیهٔ خود، باب «احسن سبیل محّبت» را قاعده و شاخص رفتار با زنان توصیف نموده و می‌نویسد آزار زنان حّتی به اندازهٔ یک چشم برهم زدن نیز تعدّی از فرمان خداست.

## کوتاهی جنبش بابی
سید علی محمد باب در دوران زندان، با بهاءالله و برادر کوچکش در تماس بود؛ زیرا پس از کشته‌شدن بسیاری از پیروان برجستهٔ باب، آن دو به‌عنوان محتمل‌ترین رهبران بابی مطرح شده‌بودند. بهاءالله در این زمان ۳۳ ساله و شخصیتی برجسته و شناخته‌شده بود و انتظار می‌رفت که رهبر بابیان شود. اما به صورتی عجیب، به‌نظر می‌رسد که باب صبح ازل، برادر کوچک‌تر و ناتنی بهاءالله، را که در آن زمان ۱۸ ساله بود برای رهبری، حداقل اسماً و به صورت تشریفاتی، انتخاب کرده‌است. به دلیل آوازه بهاءالله و اینکه حداقل یک بار فرمان قتل او صادر شده بود، تلاش شده بود که بهاءالله به عنوان رهبر بابیان مورد توجه انظار قرار نگیرد. حتی نامه‌های باب خطاب به بهاءالله به اسم برادر کوچکش صبح ازل می‌آمد. بهاءالله، صبح ازل و یکی از منشیان باب به این توافق رسیده بودند که برای حفظ بهاءالله برادر کوچکتر به عنوان یکی از «مرایا» معرفی شده و به عنوان مقام تشریفاتی رهبری بابیان شناخته شود و در عین حال برای اینکه از گزند آسیب در امان باشد خود را مخفی نگه دارد. با این راه حل بهاءالله می‌توانست آزادانه تر به فعالیتهای خود ادامه دهد. به گفته امانت بسیار بعید به نظر می‌رسد که میرزا یحیی، نو جوانی که در ۱۲۲۹ شمسی برابر با ۱۸۵۰ میلادی بیش از ۱۸ سال نداشته توانسته باشد مستقیماً محل توجه باب واقع شده باشد، به‌ویژه در شرایطی که باب در حبس ماکو و چهریق از ارتباط با پیروان خود ممنوع بوده‌است. اما صبح‌ازل جوان، مشروعیت و مرجعیت وسیعی نداشت و جامعهٔ بابی کمی بعد از تیرباران سید علی محمد باب دچار تشتت گشته و در گوشه و کنار افراد متعددی ادعای مقامی الهی کردند.
در سال ۱۲۳۱ خورشیدی کمی بعد از تبعید بهاءالله به عراق، بین بهاءالله و صبح ازل و نزدیکان صبح ازل اختلافاتی رخ داد. بهاءالله با سیاستهای صبح ازل من جمله اختفاء و تلاشهای مستمر وی برای ترور شاه مخالف بود. اگرچه بهاءالله هنوز اظهار مقامی نکرده بود، اما کاریزما و توانایی ذاتی او برای رهبری، بابیان را که اکثریت رهبرانشان در سرکوب‌های شدید دولتی در ایران کشته شده بودند، برآن داشت تا او را به عنوان منبعی برای هدایت و الهام در نظر بگیرند. بهاءالله پس از ورود به بغداد به تدریج روحیه جامعه ناامید و رو به انحلال بابی را از طریق نوشته‌هایش که بر اهمیت رفتار اخلاق‌مند و دوری از اعمالی که سبب ناآرامی‌های اجتماعی می‌شود بالا برد. هر چه احترام بابیان به بهاءالله بیشتر می‌شد بر کینه و حسادت میرزا یحیی برادر ناتنی بهاءالله که خود دعوی رهبری داشت افزوده می‌شد. بهاءالله که نمی‌خواست سبب اختلاف شود در تاریخ ۲۱ فروردین ۱۲۳۳ یعنی ۱۰ آوریل ۱۸۵۴ بغداد را به مقصد کوه‌های کردستان ترک کرد وی در کردستان دو سال در تنهایی زندگانی درویشی پیش گرفت. او امیدوار بود جنجالی که میرزا یحیی مسبب آن بود در غیابش فرونشین شود. پس از دو سال بهاءالله به درخواست بابیان برجسته، که تأثیر تنش‌زدایی و ثبات‌بخشی وی را در بغداد ضروری می‌دیدند، و به اصرار خانواده خود در بهار ۱۲۳۵ خورشیدی برابر با مارس ۱۸۵۶ به بغداد بازگشت. وی تا سال۱۲۴۲ شمسی که برابر با ۱۸۶۳ است در آنجا اقامت گزید و به بسط پیروان وفادار و روزافزون خود از طریق آثار زیبای عرفانی و رساله‌های اعتقادی متقن و صریح همچون کلمات مکنونه، هفت وادی و کتاب ایقان، که به فارسی یا عربی می‌نگاشت، پرداخت.
هنگامی که بهاءالله به بغداد بازگشت، جامعهٔ بابی اوضاع نابسامانی داشت و دچار ناامیدی و تفرقه شده بود. بهاءالله که مصمم بر تغییر وضعیت موجود بود شروع به تلاش برای احیای جامعهٔ بابی در عراق و ایران نمود. از مهم‌ترین آثاری که بهاءالله در دوران اقامت در بغداد نگاشت می‌توان به کلمات مکنونه، کتاب ایقان، جواهر الاسرار و دو اثری عرفانی به نام‌های چهار وادی و هفت وادی اشاره کرد که نقش بسزایی در احیای جامعه به شدت سرکوب شده بابی ایفا نمودند. این آثار به جوانب مختلفِ ایمان دینی می‌پردازند: هفت وادی و چهار وادی به جنبه معنوی و عرفانی دین و سلوک انسان در مراحل کسب کمالات معنوی می‌پردازند، کلمات مکنونه راه‌کردهای عملی یک زندگی اخلاق‌مند را مشخص می‌کند و جواهر الاسرار و کتاب ایقان مبانی و اصول اعتقادی آئین جدید را تشریح می‌کنند. بهاءالله در آثار خود درکی جدید از دین بابی را در اختیار بابیان قرار داد.
تعداد پیروان بهاءالله به شکل فزاینده‌ای رشد کرد و ظرف مدت کوتاهی هم بابی‌ها و هم مقامات ایرانی و عثمانی او را به عنوان رهبر برجسته بابیان شناختند. وی در خارج جامعهٔ بابی نیز از همراهی و تأیید ساکنان بغداد و مسافرانی که به این شهر می‌آمدند برخوردار بود. از جمله مقامات عثمانی، افراد برجسته ایرانی و حتی روحانیون سُنّی بودند که او را به عنوان شخصیتی مهم می‌شناختند. حکومت ایران که از احیای جامعهٔ بابی تحت رهبری بهاءالله نگران بود از این رو به مقامات عثمانی فشار آورد تا بهاءالله و یارانش را که در حال فزونی بودند به محلی دورتر از مرزهای ایران تبعید کند. مقامات عثمانی این موضوع را قبول کرده و بهاءالله را در سال ۱۲۴۲ شمسی برابر ۱۸۶۳ میلادی به استانبول فراخواندند.
نوزده سال بعد از آغاز دعوت باب، در اول اردیبهشت ۱۲۴۲ ش. برابر با ۲۱ آوریل ۱۸۶۳ قبل از حرکت به استانبول بهاءالله و همراهانش برای دوازده روز در باغ نجیب پاشا در حومه بغداد اقامت کردند. در این مکان بود که بهاءالله به بابیان حاضر اعلان کرد که او پیام‌آور الهی و همان من یظهره الله یا موعودی است که باب به آمدنش وعده داده‌است. علاوه بر این بهاءالله در این گردهمایی بر وحدت نوع انسان، شمول گرایی آئین جدید، نفی کامل خشونت و جهاد و اینکه دوره دیانت او دست‌کم هزار است تأکید کرد. این مناسبت در بین بهائیان به عید رضوان شناخته می‌شود. اکثر بابیان به او ایمان آورده و زان پس بهائی نامیده شدند. گروه اندکی که به پیروی از میرزا یحیی، بابی ماندند، ازلی نام گرفتند. ازلی‌ها با تقیه و پنهان کردن هویت دینی خود، عملاً در جامعه اسلامی حل شدند.
هادی دولت‌آبادی، که جانشین یحیی صبح ازل و پیشوای دوم ازلیان در ایران بود، چند سال پیش از درگذشت صبح ازل فوت کرد. صبح ازل پس از مرگ او پسرش، یحیی دولت‌آبادی، را به عنوان جانشین خود و رهبر جامعهٔ ازلی گماشت؛ ولی یحیی دولت‌آبادی وقت خود را بیشتر صرف آموزش و ادبیات کرد. دربارهٔ میزان درگیر بودن او در سازمان‌دهی فعالانهٔ ازلیان، شواهد اندکی وجود دارد. یحیی دولت‌آبادی مطالب چندانی دربارهٔ موضوعات بابی ننوشت و به جای پذیرش رهبری دینی نقش یک اصلاحگر سکولار را برگزید. با درگذشت ازلی هائی که در انقلاب مشروطه فعال بودند، این گروه وارد رکودی شد که هرگز از آن التیام نیافت و در دوره‌ای نه چندان طولانی اثرگذاری خود را از دست داد.

## نفی خاتمیت
نوشته‌های باب بر تعالی مطلق خداوند تأکید داشته و هرگونه تصوّری انسان گونه از او را رد می‌کند. از نظر باب، از آنجایی که درک حقیقت خدا برای جهانیان امکان‌پذیر نیست، خداوند از روی محبت خود، خود را از طریق پیامبران برای مخلوقاتش تعریف و توصیف می‌کند تا او را بشناسند. به این ترتیب پیامبران تجلی اعظم خداوند در جهانند. آنان توصیفی الهی هستند و با شناخت آنهاست که خداوند شناخته می‌شود. به گفته باب همه پیامبران دارای مقام والا و واحدی هستند. آن‌ها به آینه‌های صاف و پاکی می‌مانند که در عین گوناگونی، یک خورشید (استعاره از خداوند واحد) را در خود منعکس می‌کنند. به عقیده باب ظهور وحی پیامبران در ادیان را پایانی نیست.
تداوم و تکامل ادیان یکی از آموزه‌های اساسی باب است. با پیشرفت انسان در طول تاریخ، تجلی الهی به تدریج در ادیان ظاهر می‌شود و جلوه ای کامل تر و جامع تر از خود به منصّه ظهور می‌گذارد. هر دینی در زمان خود و به نسبت به گذشته کامل است و در عین حال کمالِ بالقوه اش ظهور دیانتِ بعد است که شکوفایی کمالات بالقوه دیانت و مدنیت قبل در آن ممکن می‌شود. مثلاً کمالِ تورات، انجیل و کمالِ انجیل، قرآن است و اکنون کمالِ قرآن به صورت بیان و در آئینی که باب آورده، ظاهر شده‌است. بر اساس همین منطق، هیچ دینی به گفته باب آخرین دین نیست، بلکه برای نیازهای دوره ای محدود از تاریخ بشر ظهور یافته‌است. بر اساس همین اصلِ تکامل و شکوفایی ادیان، باب نتیجه می‌گیرد که نتیجه و ثمره آیین او باید شناخت و ایمان به «مَن یُظهره الله» موعود آئین بیان باشد.
باب همچنین، عدل الهی را مستلزم اختیار بشر و نیز استمرار فیض هدایت الهی بر طبق تکامل وقفه ناپذیر انسان و جامعه می‌داند و در نتیجه اعتقاد به انتهای نبوت و رسالت را نفی کامل عدل الهی می‌شناسد.
در آثار باب دین تبدیل به یک پدیده دیالکتیکی می‌شود. دین تحمیل ابدی و الزام‌آور اراده خداوند بر انسان‌ها نیست، بلکه محصول تعامل اراده خداوند با مرحله تاریخی تکامل بشریت است. از آنجایی که انسان‌ها تاریخی و در حال تغییر هستند، دین نیز یک واقعیت پویا و مترقی است. برای بیان این مفهوم دیالکتیکی و تاریخی، استفاده باب از اصطلاح «ارتفاع» است که هم معنای الغاء می‌دهد و هم معنای اعتلاء. از نظر باب، هر دین جدید، ارتفاع دین قبلی است. دین جدید از یک سو دین قبلی را نسخ و الغاء می‌کند و از سوی دیگر آن را اعتلاء می‌بخشد. دین جدید همان دین قبلی است که به شکلی والاتر و متعالی‌تر ظاهر شده‌است. از این رو باب ارتفاع را برای بیان وحدت دو معنای متضاد به کار می‌برد. اصطلاح «ارتفاع» همان مفهوم آف هه بونگ هگل را می‌رساند. از دیدگاه باب مفهوم «قیامت» پایان تاریخ نیست بلکه روز بعثت و قیام پیامبر جدیدی است که مرحله جدیدی از توسعه تاریخ بشر را آغاز می‌کند.
به گفتهٔ باب کلام الهی زنده و پویاست و می‌خواهد به موازات تکامل بشر آن هم به صورت نوین خود ظاهر گردد و از اینکه سّنت پرستان مذهبی از روی علاقه به کتاب آسمانی خود مانع تکامل همان کتاب شده و به طرد ظهور نوین همان کتاب می‌پردازند عمیقاً تاسف می‌خورد.

### پایان دوره اسلام
سید باب با احترام از اسلام یاد می‌کند و بر اساس اصل تکامل و تداوم ادیان، باب دوره اسلام را هزار سال می‌داند که با ظهور او در سال ۱۲۶۰ هجری قمری، یعنی هزار سال بعد از درگذشت حسن عسکری، به پایان رسیده‌است. شماری از نوشته‌های باب به صورت تفسیر سوره‌های قرانی نوشته شده‌است و معانی باطنی و عرفانی آن آیات را آشکار می‌سازد. در زمان اقامت باب در اصفهان، منوچهر خان معتمد الدوله حاکم مقتدر آنجا که پیشینه مسیحی داشت و قلباً به پیامبر اسلام ایمان نداشت، در حضور علماء از باب خواهش نمود که در اثبات نبوت پیامبر اسلام رساله ای بنویسد. باب بلافاصله و بدون درنگ رساله مفصلی در همان جمع بنگاشت. نام این نوشته «رساله اثبات نبوت خاصه» است. این اثر چنان منوچهرخان را متأثر نمود که نه تنها به پیامبر اسلام بلکه به باب نیز ایمان یافت و در جرگه پیروان او درآمد.
باب انسان ها را موجودات شریفی می‌داند که دارای ظرفیت ذاتی برای اندیشیدن هستند، و از این رو موظف به جستجوی مستقل حقیقت می‌باشند؛ بدان معنا که هیچ انسانی نباید برای بررسی حقایق معنوی به معیارهای دیگر انسان ها وابسته باشد. دو جلوه عمده این آموزه در آثار باب عبارتند از حذف مرجعیت روحانیت، و الغاء جایگزینی برهان معجزه به جای کلام وحی.

### حذف نهاد روحانیت
باب، نهاد روحانیت را حذف و ارتقاء بر منبر را تحریم می‌کند. بالانشینی روحانیون بر منبر و همچنین نشستن مردم در پایین منبر را توهین به کرامت انسان‌ها می‌داند و آن را نهی می‌کند. وی همچنین نماز جماعت را که مستلزم پیروی از پیشوای روحانی است حرام اعلام می‌دارد. از نظر باب،  عبادت خدا نیازی به وساطت انسان دیگر ندارد. هر بنده ای می‌تواند با قلبی پاک در خلوت خود به دعا و نیایش پروردگار بپردازد. حتی زمانی که باب نماز جماعت برای مِیّت را مجاز دانسته، تأکید می‌کند که هیچ‌کس نباید جلوتر از دیگران بایستد. همه باید در ردیف‌های مساوی به احترام مُتوَفی بایستند. باب همچنین تأکید می‌کند که برای شناسایی پیامبر خداوند همگان باید خود دست به تحقیق بزنند، نه آنکه از یک روحانی استفتاء کنند یا از شخص دیگر جویای تکلیف شوند. باب سبب اصلی آزار همهٔ پیامبران در زمان ظهورشان را نتیجهٔ عدم جستجوی مستقل مردم میداند که به کسانی گوش می‌دادند که دانش ایشان دانشی اقتباسی و آموخته از دیگران بوده‌است و نه آنکه از خود پیامبر و کلام وحی او بوده باشد. به عبارت دیگر ضرورت اندیشیدن فرد فرد آدمیان دربارهٔ همه چیز از جمله در مورد دین با حضور دستگاهی به نام روحانیون و منبریان در تضاّد است. علاوه بر این ها باب اعلان می‌دارد که علماء حق اجتهاد، تکفیر، فتوای قتل، و خطبه نماز خواندن، و خرید و فروش آب و خاک اماکن مقدسه را نیز ندارند.

## درگیری و خشونت
ماهیت چالش‌برانگیز و انقلابی ادعاهای باب مخالفت روحانیون و در پی آن مقامات مدنی ایران دوره قاجار را برانگیخت. اگرچه در سه سال و نیم اولیهٔ جنبش بابیان اطلاعاتی در مورد بابیانی که به دلیل اعتقادشان کشته شدند در دست نیست اما تعداد قابل توجهی از آنان تحت تعقیب، و مورد ضرب و شتم، آزار و شکنجه قرار گرفتند. از جمله این موارد می‌توان به دستگیری و محاکمه یکی از پیروان اولیه باب به نام ملا علی بسطامی در عراق عثمانی در ژانویه ۱۸۴۵ اشاره کرد که منجر به محکومیت وی به کار اجباری در اسکله‌های دریایی استانبول شد. وی کمی بعد در آنجا درگذشت. نمونه دیگر تحقیر و شکنجه دو بابی در ملأ عام در شیراز است که در اواسط سال ۱۸۴۵ به وقوع پیوست.
اولین کشتار عمده بابیان که در تاریخ ثبت شده به دنبال قتل روحانی برجسته قزوین، ملّا محمد تقی برغانی اتفاق افتاد. ملّا محمد تقی برغانی عمو و پدرشوهر طاهره، و از مخالفان اصلی شیخی‌ها و بابی‌ها بود. با وجود آنکه قاتل وی شیخی بود، اما طاهره و یارانش مقصر شناخته شده و تعداد قابل توجهی از آنان دستگیر شدند، یکی از آنان به‌طور رسمی اعدام شد و تعداد زیادی دیگر توسط طرفداران ملّا محمد تقی برغانی به قتل رسیدند. از آن زمان به بعد، حملات علیه بابیان توسط روحانیون برجسته و پیروان آنها رواج بیشتری یافت و برخی از بابیان شروع به حمل سلاح کردند.
یکی از این حملات در بارفروش مازندران (بابل کنونی) رخ داد که منجر به کشته‌شدن چندین بابی و مخالفان آن‌ها و همچنین درگیری مسلحانه بابیان و دشمنان آنها در قلعه شیخ طبرسی شد. پس از آن، دو درگیری بزرگ دیگری بین بابیان و مخالفان‌شان در شهرهای زنجان و نیریز به ترتیب در شمال و جنوب ایران و همچنین درگیری کوچکتری در یزد رخ داد. مجموعاً چند هزار بابی در این درگیری‌ها کشته شدند.
بابیان در سه درگیری اصلی در طبرسی، زنجان و نیریز، توسط دشمنان خود به شورش علیه حکومت متهم می‌شدند. با این حال بعید به نظر می‌رسد که این اقدامات صرفاً انقلابی بوده باشد. بابیان در مطرح ساختن دعاوی و رسالت خود بی پروا بودند، ولی در هر سه مورد نبردهایی که به وقوع پیوست ماهیتی دفاعی داشت. در مورد دو درگیری شهری (نیریز و زنجان) با تنش‌های اجتماعی و سیاسیِ پیشین مربوط می شدند. در ضمن هیچ مدرکی دالّ بر اینکه این وقایع از پیش توسط بابی ها هماهنگ شده باشند وجود ندارد.

### جهاد
بابیان، مطابق با قوانین شیعه، معتقد بودند که وقتی امام در جهان است، فقط او می‌تواند حکم جهاد صادر کند. آن ها مجاز بودند که برای دفاع از خود وارد جنگ شوند، اما حمله بدون دستور صریح امام - یعنی خود باب - قابل پذیرش نبود. از همان روزهای آغازین جنبش، بابی‌ها انتظار داشتند که چنین دستوری صادر شود. قرار بود امام زمان علیه دشمنان خود بجنگد و آن‌ها را شکست دهد و بابیان انتظار داشتند که برای پاکسازی جهان از شَرّ و کُفر به این جهاد بپیوندند. باب اما در زمان حیات خود هیچ‌گاه فرمان جهاد صادر نکرد. آثار باب چالش‌برانگیز و مخالف انتظار علمای سنت‌گرا بود. ولی وی در هیچ‌یک از آثارش کوچک‌ترین اشاره ای به آغاز نبرد و خشونت نکرد و عملاً مانع بروز جهادی شد که بر طبق باور اهل سنت و احادیث می‌بایست امام مهدی آن را فرماندهی می‌کرد. باب در کتاب احکامش، بیان فارسی، با موکول نمودن حق اعلام جهاد به پادشاهان آینده بابی، عملاً اجرای آن را غیر عملی ساخت.
یکی از مهم‌ترین ایراد ردیه نویسان اسلامی علیه باب آن بود که او جهاد نکرده و بنابراین نمی‌تواند مهدی موعود باشد. باب آنطوری که در آثار استدلالی‌اش می‌گوید بر آن بود که دلیل حقانیت مهدی، کلام او است و نه شمشیر.
آنطور که اسناد متعدد نشان می‌دهد، در رستاخیزهای بابی‌ها در نقاط مختلف کشور، طرح سازمان یافته‌ای با هدف براندازی دنبال نمی‌شده‌است. جنگ‌ها بیشتر به بابی‌ها تحمیل شد و چون باب در حبس بود و بزرگان بابی مانند ملاحسین بشروئی و محمد علی بارفروشی، و حجت زنجانی هر کدام در شهری و در محاصره نیروهای دولتی بودند، به دفاع از خود پرداختند. جنبش بابیه فاقد رهبری مرکزی بود.